# Albert Rudolf
Albert Rudolf (? – ?) világbajnoki bronzérmes és Európa-bajnoki ezüstérmes svájci jégkorongozó.
Tagja volt a svájci válogatottnak az 1930-as jégkorong-világbajnokságon. Három mérkőzésen játszott. Bronzérmesek lettek. Ez a világbajnokság Európa-bajnokságnak is számított és az európai csapatok között ezüstérmesek lettek.